# Хиндко
Хиндко (англ. Hindko, хиндко ہندکو‎ [hindkō]; другие названия: хиндку (англ. Hindku), хинко (англ. Hinko) — шестой по значению региональный язык (или группа идиомов) Пакистана. Относится к индоарийским языкам.

## Распространение
С точки зрения Колина Масики, термин хиндко обозначает всё индоарийское население округов Хазара и Атток в отличие от пуштунов. При этом термин обозначает и носителей некоторых северных диалектов сирайки.
На хиндко разговаривают хиндкованы в Пакистане и Северной Индии, некоторые пуштунские племена в Пакистане и народ хиндки в Афганистане. На хиндко разговаривают в провинции Хайбер-Пахтунхва (включая регион Хазара), Пенджабе (включая Атток) и пакистанской части Кашмира.
Общего названия для носителей хиндко не существует, так как они принадлежат к различным этническим группам и склонны идентифицировать себя как членов какой-либо касты или рода. Однако члены крупнейшей группы носителей хиндко в округах Харипур, Абботтабад, Маншехра, Баттаграм и Кохистан иногда собирательно называются хазаравалами по названию области Хазара, включавшей эти округа. В Пешаваре пуштуны называют их пешавари или кхарай (то есть «горожане»).
Г. А. Зограф выделяет следующие диалектные разновидности:
- аванкари;
- гхеби;
- аттокская;
- харипурская;
- кохатская.

Эти разновидности противопоставлены пешаварскому диалекту.
В классификации SIL International выделяются южный и северный хиндко.

## Письменность
Алфавит хиндко:
| آ  | ا | ب | پ | ࢾ | پھ | ت  | ࢿ | تھ | ٹ | ࣀ | ٹھ | ث | ج | چ | ࣁ |
| چھ | ح | خ | د | ڈ | ذ  | ر  | ڑ | ژ  | ز | س | ش  | ص | ض | ط | ظ |
| ع  | غ | ف | ق | ک | ࣂ  | کھ | گ | ل  | م | ن | ݨ  | ں | و | ہ | ء |
| ی  | ے |   |   |   |    |    |   |    |   |   |    |   |   |   |   |